# 棉花原种场
棉花原种场，是中华人民共和国江苏省宿迁市泗阳县下辖的一个类似乡级单位。

## 行政区划
下辖以下地区：
原种场虚拟生活区。